# 유언 (서양후)
유언(劉偃, ? ~ ?)은 전한 말기의 제후로, 동평사왕의 손자이다.

## 행적
아버지 유병의 뒤를 이어 서양후(西陽侯)에 봉해졌으나, 전한이 멸망하여 작위가 박탈되었다.

## 출전
- 반고, 《한서》 권15하 왕자후표 下

| 선대 아버지 서양경후 유병 | 전한의 서양후 ? ~ 8년 | 후대 (전한 멸망) |